# أنثراسين
الأنثراسين أو الأنتراسين هو هيدروكربون عطري متعدد الحلقات صلب تتألف من ثلاث حلقات بنزين مشتقة من القطران.
يستخدم الأنثراسين في إنتاج صباغ الأليزارين الأحمر. ويستخدم أيضا في المواد الحافظة للخشب، والمبيدات الحشرية، ومواد التغليف. الأنثراسين هو مركب عديم اللون ولكن يبدي لونًا أزرقًا (ذورة عند 400- 500 نانومتر) فلوريًا تحت أشعة تحت البنفسجية.

## الاستخدامات

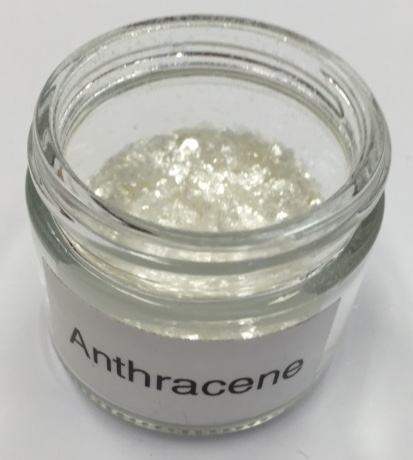
عينة من الأنثراسين

مشتقات الأنثراسين ذات زمرة الهيدروكسيل هي 1-هيدروكسي أنثراسين و 2-هيدروكسي أنثراسين، تماثل الفينول والنافتول، وهيدروكسي أنثراسين الذي يسمى أيضا أنثرول، والأنثراسنول. مشتقات هيدروكسي الأنثراسين هي فعالة صيدليًا.
الأنثراسين هو شبه ناقل عضوي (organic semiconductor). ويستخدم كوامض (وماض) للحساسات للفوتونات والإلكترونات وجسيمات ألفا عالية القدرة. اللدائن مثل عديد فينيل التولوين يمكن تعجن مع الأنثراسين لإنتاج لدائن وماضة والتي تكافئ تقريبًا الماء للاستخدام في قياس جرعة الإشعاع في العلاج الإشعاعي. ذروات طيف الإصدار للأنثراسين بين ذروتين 400 و 440 نانومتر.